# Kostolom
Kostolom è il secondo album in studio del gruppo musicale russo Slaughter to Prevail, pubblicato il 13 agosto 2021 su etichetta discografica Sumerian Records.
Rispetto al precedente Misery Sermon, di cui mantiene la linea gotica e virtuosista, sono più palesi le forti influenze dal groove metal e dal nu metal, che rendono il disco meno ridontante del precedente.

## Tracce
1. Bonebreaker – 4:25
2. Demolisher – 3:36
3. Baba Yaga – 4:15
4. Made in Russia – 3:55
5. Zevali Ebalo – 3:51
6. Agony – 3:57
7. Your Only – 3:53
8. I Killed a Man – 4:05
9. Bratva – 4:50
10. Ourobouros – 3:51
11. Head on a Plate – 4:28
12. Father – 3:55

## Formazione
- Alex Terrible – voce, growl, melodica
- Jack Simmons – chitarra
- Michajl "Mike" Petrov – basso
- Evgenij Novikov – batteria